# Бульский, Кшиштоф
Кшиштоф Бульский (пол. Krzysztof Bulski; 12 февраля 1987, Ченстохова — 17 декабря 2020) — польский шахматист, гроссмейстер (2012). Четырёхкратный победитель командного чемпионата Польши в составе клуба «WASKO HetMaN GKS Katowice» (2007, 2013, 2015, 2017). Трёхкратный чемпион Польши по блицу (2007—2009).

## Карьера
Кшиштоф Бульский играл в шахматы с семилетнего возраста (клуб «Железнодорожник» в Ченстохове). Дважды, в 1998 и 2000 годах стал призёром Международного турнира шахматных талантов в Кельце. В 2001 году занял третье место в Национальном чемпионате по шахматам среди молодёжи до 14 лет в Покшивне. С 2005 года представлял клуб «Гетман» в Катовице. В 2006 и 2007 годах был призёром (соответственно бронзовым и серебряным) в Национальном чемпионате по шахматам среди юниоров до 20 лет в Сьроде-Велькопольской. В 2007 году разделил второе место с Клаудиушем Урбаном, Виталием Козяком и Леонидом Волошиным на XV Международном турнире памяти Эмануила Ласкера в Барлинке. В этом же году представлял Польшу на Чемпионате мира по шахматам среди юниоров до 20 лет в Ереване. В 2010 году выступил в финале индивидуального первенства Польши, заняв XXIII место, выиграл чемпионат Гессена в Бад-Фильбеле и получил в Познани учёное звание чемпиона Польши. В 2011 году стал серебряным призёром в международном турнире в Заезове (Словакия), выполнил две гроссмейстерские нормы во время Чемпионата шахматной Бундеслиги Германии и турнира по шахматам на летней Универсиаде в Шэньчжэне. Третью гроссмейстерскую норму выполнил во время финала первенства Польши в Варшаве в 2012 году. Кроме того, в этом же году на Студенческом чемпионате мира в Гимарайнше выиграл две серебряные медали (в индивидуальной и командной игре). В 2013 году выиграл серебряную медаль в национальном блицтурнире по шахматам в Быдгощи.
По рейтингу Эло свой рекорд поставил 1 июля 2012 года — 2554 очка, заняв 15-е место среди польских шахматистов.

## Изменения рейтинга
| Графики недоступны из-за технических проблем. См. информацию на Фабрикаторе и на mediawiki.org. |